# Championnats de France de natation en petit bassin 2015
Navigation
Montpellier 2014 Angers 2016
Les Championnats de France de natation 2015 en petit bassin, la 12e édition, se sont tenus du 19 au 22 novembre à Angers.

## Podiums

### Hommes
| Discipline       | Médaille d'or                                                                 | Performance    | Médaille d'argent                                                                     | Performance    | Médaille de bronze                                                                | Performance    |
| Nage libre       |                                                                               |                |                                                                                       |                |                                                                                   |                |
| 50 m             | Florent Manaudou CN Marseille                                                 | 21 s 20        | Clément Mignon CN Marseille                                                           | 21 s 28        | Frédérick Bousquet CN Marseille                                                   | 21 s 68        |
| 100 m            | Mehdy Metella CN Marseille                                                    | 46 s 89        | Yannick Agnel Mulhouse ON                                                             | 47 s 40        | Eddie Moueddene Amiens Métropole Natation                                         | 47 s 82        |
| 200 m            | Yannick Agnel Mulhouse ON                                                     | 1 min 42 s 96  | Jérémy Stravius Amiens Métropole Natation                                             | 1 min 43 s 62  | Jordan Pothain Nautic Club ALP'38                                                 | 1 min 44 s 01  |
| 400 m            | Jérémy Stravius Amiens Métropole Natation                                     | 3 min 39 s 48  | Jordan Pothain Nautic Club ALP'38                                                     | 3 min 39 s 86  | Joris Bouchaut Dauphins du TOEC                                                   | 3 min 43 s 18  |
| 800 m            | Joris Bouchaut Dauphins du TOEC                                               | 7 min 39 s 38  | Damien Joly CN Antibes                                                                | 7 min 42 s 45  | Jérémy Stravius Amiens Métropole Natation                                         | 7 min 45 s 73  |
| 1 500 m          | Damien Joly CN Antibes                                                        | 14 min 32 s 75 | Joris Bouchaut Dauphins du TOEC                                                       | 14 min 35 s 08 | Axel Reymond CN Fontainebleau-Avon                                                | 14 min 55 s 24 |
| Papillon         |                                                                               |                |                                                                                       |                |                                                                                   |                |
| 50 m             | Mehdy Metella CN Marseille                                                    | 22 s 90        | Frederick Bousquet CN Marseille                                                       | 23 s 01        | Clément Mignon CN Marseille                                                       | 23 s 29        |
| 100 m            | Mehdy Metella CN Marseille                                                    | 50 s 86        | Jordan Coelho Stade de Vanves                                                         | 51 s 66        | Camille Lacourt CN Marseille                                                      | 52 s 22        |
| 200 m            | Jérémy Stravius Amiens Métropole Natation                                     | 1 min 51 s 33  | Jordan Coelho Stade de Vanves                                                         | 1 min 53 s 39  | Thomas Vilaceca Montauban Natation                                                | 1 min 54 s 21  |
| Dos              |                                                                               |                |                                                                                       |                |                                                                                   |                |
| 50 m             | Camille Lacourt CN Marseille                                                  | 23 s 46        | Benjamin Stasiulis CN Marseille                                                       | 23 s 68        | Eddie Moueddene Amiens Métropole Natation                                         | 24 s 39        |
| 100 m            | Benjamin Stasiulis CN Marseille                                               | 50 s 83        | Camille Lacourt CN Marseille                                                          | 50 s 89        | Thomas Avetand Beauvaisis Aquatic Club                                            | 52 s 67        |
| 200 m            | Benjamin Stasiulis CN Marseille                                               | 1 min 52 s 31  | Eric Ress CN Antibes                                                                  | 1 min 54 s 53  | Geoffroy Mathieu Stade Clermont Natation                                          | 1 min 55 s 93  |
| Brasse           |                                                                               |                |                                                                                       |                |                                                                                   |                |
| 50 m             | Florent Manaudou CN Marseille                                                 | 26 s 80        | Eddie Moueddene Amiens Métropole Natation                                             | 26 s 95        | Giacomo Perez Dortona CN Marseille                                                | 27 s 05        |
| 100 m            | Giacomo Perez Dortona CN Marseille                                            | 58 s 76        | Théo Bussiere CN Marseille                                                            | 58 s 89        | Jean Dencausse CN Marseille                                                       | 59 s 15        |
| 200 m            | Quentin Coton CN Antibes                                                      | 2 min 7 s 70   | William Debourges CN Antibes                                                          | 2 min 8 s 00   | Giacomo Perez Dortona CN Marseille                                                | 2 min 8 s 02   |
| 4 nages          |                                                                               |                |                                                                                       |                |                                                                                   |                |
| 100 m            | Clément Mignon CN Marseille                                                   | 52 s 95        | Eddie Moueddene Amiens Métropole Natation                                             | 53 s 14        | Yannick Agnel Mulhouse ON                                                         | 54 s 14        |
| 200 m            | Jérémy Stravius Amiens Métropole Natation                                     | 1 min 55 s 70  | Ganesh Pedurand Dauphins du TOEC                                                      | 1 min 56 s 34  | Jérémy Desplanches Olympic Nice Natation                                          | 1 min 59 s 23  |
| 400 m            | Jérémy Stravius Amiens Métropole Natation                                     | 4 min 07 s 87  | Quentin Coton CN Antibes                                                              | 4 min 08 s 51  | Ganesh Pedurand Dauphins du TOEC                                                  | 4 min 10 s 61  |
| Relais           |                                                                               |                |                                                                                       |                |                                                                                   |                |
| 4 × 50 m         | CN Marseille Frederick Bousquet Clément Mignon Mehdy Metella Grégory Mallet   | 1 min 25 s 78  | CN Marseille II Florent Manaudou Fabien Gilot William Meynard Benjamin Stasiulis      | 1 min 26 s 70  | Amiens Métropole Natation Jérémy Stravius Eddie Moueddene Théo Fuchs Hugo Lambert | 1 min 26 s 75  |
| 4 × 50 m 4 nages | CN Marseille Camille Lacourt Florent Manaudou Frederick Bousquet Fabien Gilot | 1 min 34 s 26  | CN Marseille II Benjamin Stasiulis Giacomo Perez Dortona Medhy Metella Clément Mignon | 1 min 34 s 27  | Amiens Métropole Natation Jérémy Stravius Eddie Moueddene Hugo Lambert Théo Fuchs | 1 min 36 s 68  |

### Femmes
| Discipline       | Médaille d'or                                                                             | Performance    | Médaille d'argent                                                                        | Performance    | Médaille de bronze                                                        | Performance    |
| Nage libre       |                                                                                           |                |                                                                                          |                |                                                                           |                |
| 50 m             | Anna Santamans Olympic Nice Natation                                                      | 24 s 24        | Mélanie Henique Amiens Métropole Natation                                                | 24 s 53        | Charlotte Bonnet Olympic Nice Natation                                    | 24 s 93        |
| 100 m            | Femke Heemskerk Montpellier 3MUC Natation                                                 | 52 s 61        | Anna Santamans Olympic Nice Natation                                                     | 53 s 41        | Margaux Fabre Aqualove Sauvetage Montpellier                              | 53 s 76        |
| 200 m            | Evelyn Verraszto Olympic Nice Natation                                                    | 1 min 55 s 52  | Charlotte Bonnet Olympic Nice Natation                                                   | 1 min 55 s 54  | Cloé Hache Olympic Nice Natation                                          | 1 min 55 s 58  |
| 400 m            | Coralie Balmy Montpellier 3MUC Natation                                                   | 3 min 59 s 57  | Femke Heemskerk Montpellier 3MUC Natation                                                | 4 min 01 s 20  | Ophélie-Cyrielle Etienne Lille Métropole Natation                         | 4 min 05 s 16  |
| 800 m            | Sharon Van Rouwendaal Montpellier 3MUC Natation                                           | 8 min 16 s 53  | Coralie Balmy Montpellier 3MUC Natation                                                  | 8 min 23 s 76  | Ophélie-Cyrielle Etienne Lille Métropole Natation                         | 8 min 24 s 86  |
| 1 500 m          | Sharon Van Rouwendaal Montpellier 3MUC Natation                                           | 15 min 49 s 50 | Aurélie Muller CN Sarreguemines                                                          | 15 min 58 s 91 | Adeline Furst Dauphins Obernai                                            | 16 min 07 s 71 |
| Papillon         |                                                                                           |                |                                                                                          |                |                                                                           |                |
| 50 m             | Mélanie Henique Amiens Métropole Natation                                                 | 25 s 20 (RF)   | Lara Jackson Vichy Val d'Allier Natation                                                 | 26 s 00        | Armony Dumur CN Fourmies                                                  | 26 s 41        |
| 100 m            | Marie Wattel Olympic Nice Natation                                                        | 58 s 09        | Justine Bruno Beauvaisis Aquatic Club                                                    | 58 s 96        | Lara Grangeon CN Caledoniens                                              | 58 s 98        |
| 200 m            | Lara Grangeon CN Caledoniens                                                              | 2 min 04 s 84  | Marie Wattel Olympic Nice Natation                                                       | 2 min 05 s 53  | Camille Wishaupt Mulhouse ON                                              | 2 min 11 s 59  |
| Dos              |                                                                                           |                |                                                                                          |                |                                                                           |                |
| 50 m             | Mathilde Cini Valence Triathlon                                                           | 27 s 13        | Camille Gheorghiu Montpellier 3MUC Natation                                              | 27 s 29        | Lara Jackson Vichy Val d'Allier Natation                                  | 27 s 86        |
| 100 m            | Pauline Mahieu US St-André                                                                | 58 s 69        | Mathilde Cini Valence Triathlon                                                          | 58 s 76        | Camille Gheorghiu Montpellier 3MUC Natation                               | 59 s 94        |
| 200 m            | Mathilde Cini Valence Triathlon                                                           | 2 min 08 s 02  | Lara Grangeon CN Caledoniens                                                             | 2 min 10 s 28  | Pauline Mahieu US St-André                                                | 2 min 11 s 82  |
| Brasse           |                                                                                           |                |                                                                                          |                |                                                                           |                |
| 50 m             | Justine Bruno Beauvaisis Aquatic Club                                                     | 31 s 15        | Adeline Williams Dauphins du TOEC                                                        | 31 s 30        | Nolwenn Hervé Canet 66 Natation                                           | 31 s 78        |
| 100 m            | Adeline Martin CN Antibes                                                                 | 1 min 07 s 87  | Camille Dauba CN Sarreguemines                                                           | 1 min 07 s 94  | Adeline Williams Dauphins du TOEC                                         | 1 min 08 s 09  |
| 200 m            | Lara Grangeon CN Calédoniens                                                              | 2 min 23 s 12  | Camille Dauba CN Sarreguemines                                                           | 2 min 24 s 92  | Adeline Martin CN Antibes                                                 | 2 min 24 s 93  |
| 4 nages          |                                                                                           |                |                                                                                          |                |                                                                           |                |
| 100 m            | Laurine Del'Homme Club des Nageurs de Paris                                               | 1 min 02 s 15  | Ophélie-Cyrielle Etienne Lille Métropole Natation                                        | 1 min 02 s 47  | Lara Jackson Vichy Val d'Allier Natation                                  | 1 min 02 s 61  |
| 200 m            | Lara Grangeon CN Caledoniens                                                              | 2 min 09 s 39  | Fantine Lesaffre Mulhouse ON                                                             | 2 min 11 s 93  | Coralie Codevelle AAS Sarcelles Natation 95                               | 2 min 13 s 32  |
| 400 m            | Sharon van Rouwendaal Montpellier 3MUC Natation                                           | 4 min 33 s 15  | Lara Grangeon CN Caledoniens                                                             | 4 min 33 s 91  | Fantine Lesaffre Mulhouse ON                                              | 4 min 38 s 64  |
| Relais           |                                                                                           |                |                                                                                          |                |                                                                           |                |
| 4 × 50 m         | Olympic Nice Natation Anna Santamans Marie Wattel Chloé Hache Manon Viguier               | 1 min 39 s 88  | Montpellier 3MUC Natation Camille Gheorghiu Coralie Balmy Ludivine Blanc Femke Heemskerk | 1 min 40 s 23  | Dauphins du TOEC Assia Touati Marion Abert Julie Coste Lauriane Haag      | 1 min 41 s 51  |
| 4 × 50 m 4 nages | Montpellier 3MUC Natation Camille Gheorghiu Coralie Dobral Ludivine Blanc Femke Heemskerk | 1 min 51 s 54  | Olympic Nice Natation Cloé Hache Anais Arlandis Marie Wattel Anna Santamans              | 1 min 52 s 13  | Dauphins du TOEC Anais Castaing Adeline Williams Emma Morel Lauriane Haag | 1 min 52 s 55  |

### Sources
- Résultats sur le site de la FFN